# Nepomorfs
Els nepomorfs (Nepomorpha) són un infraordre d'hemípters del subordre dels heteròpters. Són de vida aquàtica.
Els nèpids, com l'escorpí d’aigua (Nepa cinerea) i el teixidor (Ranatra linearis), i els naucòrids, viuen al fons de les basses i entre la vegetació de cursos d’aigua. En canvi, els notonèctids, com Notonecta glauca, i els coríxids, neden lliurament en el si de l'aigua.

## Taxonomia
- Família Nepidae Latreille 1802
- Família Belostomatidae
- Família Ochteridae
- Família Gelastocoridae
- Família Corixidae Leach 1915
- Família Aphelocheiridae Douglas & Scott 1865
- Família Potamocoridae
- Família Naucoridae Fallen 1814
- Família Notonectidae Leach 1815
- Família Pleidae Fieber 1851
- Família Helotrephidae